# Henichesk
Henichesk (tiếng Ukraina: Генічеськ) là một thành phố của Ukraina. Thành phố này thuộc tỉnh Kherson. Thành phố này có diện tích 7,04 km2, dân số theo điều tra dân số tháng 1 năm 2022 là 18,889 người.
Trong cuộc xâm lược vào Ukraina, thành phố nằm trong sự chiếm đóng.Sau cuộc Phản Công Kherson của Ukraina, tỉnh lỵ Kherson của Nga dời về đây và tuyên bố chủ quyền phần bờ Tây còn lại của Kherson.